# Gigantactis perlatus
Gigantactis perlatus es una especie de pez del género Gigantactis, familia Gigantactinidae, orden Lophiiformes. Fue descrita científicamente por Beebe & Crane en 1947.
Especie inofensiva para el ser humano. Puede alcanzar los 2000 metros de profundidad.

## Descripción
Su longitud estándar es de 22,3 centímetros.

## Distribución
Se distribuye por Japón, Indonesia, Hawái y Chile.